# Ictiofauna del Paraguay

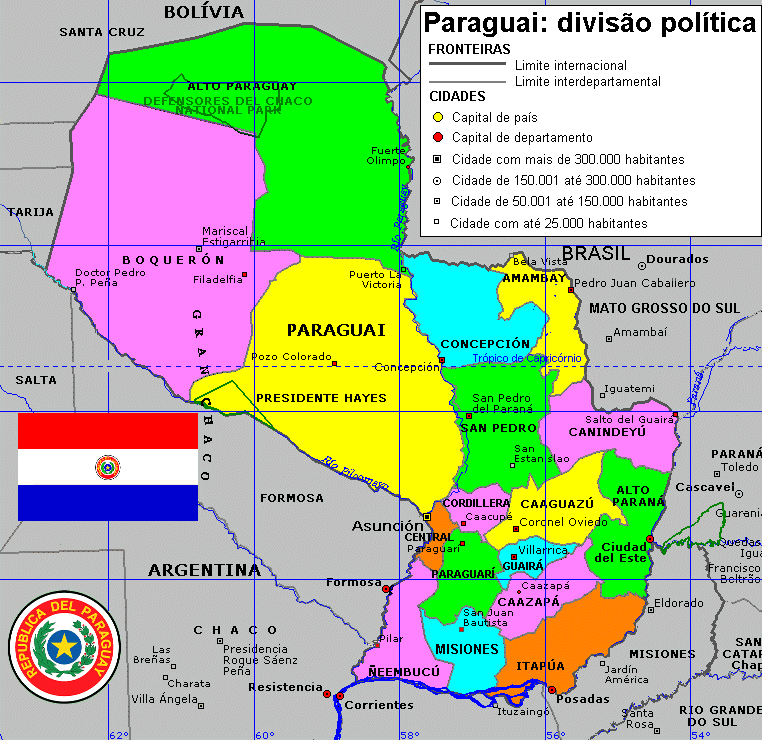
Mapa del Paraguay.

Se denomina ictiofauna del Paraguay al conjunto faunístico integrante del grupo parafilético de la superclase Pisces que habita en las aguas de la República del Paraguay. Al ser dicha nación mediterránea, refiere en su totalidad a peces de aguas dulceacuícolas o continentales, los que habitan en cualquier tipo de cuerpo acuático, lagos, lagunas, ríos, arroyos y hasta en charcas temporarias.
Los especialistas señalan que la misma se compone de alrededor de 500 especies ya registradas, habiendo numerosas especies en proceso de investigación, en buena media nuevas también para la ciencia.

## Historia de la ictiología del Paraguay
Los aborígenes que habitaron lo que hoy constituye el territorio del Paraguay hicieron amplio uso de las primitivas y abundantes poblaciones de peces, representando en muchas etnias el mayor ítem trófico. Con la colonización española su aprovechamiento continuó siendo intenso.
Los primeros conocimientos sobre los peces paraguayos provienen del padre José Francisco Sánchez Labrador, un misionero naturalista que predicó en el Paraguay colonial. Es el autor de la primera colección de tomos dedicada a la historia natural de la cuenca del Plata. El tomo que publicó en 1767 es el dedicado a los peces.
El siguiente en describir los peces paraguayos fue el militar, ingeniero, explorador, cartógrafo, antropólogo, humanista y naturalista español Félix de Azara, quien a raíz de su prolongada residencia en el Paraguay y el Plata (entre el año 1778 hasta 1801) publicó varios libros sobre la naturaleza regional y, póstumamente en 1847, “Descripción e Historia del Paraguay y Río de la Plata”, el tomo en el que versa sobre los peces de la región.
El siguiente fue el sabio francés Alcide Charles Victor Marie Dessalines D’Orbigny quien desde el año 1826 hasta 1833 recorrió los países de Sudamérica central y austral, incluyendo la Argentina, el Uruguay y el Paraguay. El resultado de su viaje se publicó con el nombre de “Viaje a la América Meridional” en 9 volúmenes y un atlas de 500 láminas coloreadas, desde 1839 hasta 1847. En ella describe 166 especies de peces, la mayor parte de ellos de la cuenca del Plata.
Estas primeras descripciones fueron continuadas durante el siglo XIX por numerosos zoólogos europeos, pero en su mayoría sin estudiar in situ a las especies sino con muestras colectadas y transportadas por naturalistas viajeros, por ejemplo como lo hizo el naturalista inglés Leonard Jenyns, quien trabajó con los peces que Charles Darwin recolectó durante el famoso viaje alrededor del mundo a bordo del HMS Beagle, al mando del capitán Robert Fitz Roy.
De este modo las especies de peces del Paraguay fueron siendo descritas por ictiólogos europeos: A. Perugia, Steindachner, Reglan, Kner, Valenciennes, Cuvier, Günther, Boulenger, etc.
A partir del año 1870 comenzaron a publicarse en la Argentina y Brasil trabajos ictiológicos describiendo especies que también vivían en el Paraguay, gracias a que este país comparte sus sistemas fluviales con esas dos repúblicas vecinas. Algunos ictiólogos que desde esos países describieron especies paraguayas son Weyenbergh, MacDonagh, von Ihering, Miranda Ribeiro, Berg, Holmberg, etc.
Al iniciar el siglo XX lentamente comenzaron a hacer lo propio los ictiólogos de Estados Unidos, como Fowler, Eigenmann, etc.
Recién en el año 1938 se comienza a publicar sobre peces desde el Paraguay, gracias al trabajo de Moisés Bertoni.
En la década de 1980 se intensificaron las publicaciones e investigaciones taxonómicas sobre peces en el país gracias al Inventario Biológico Nacional, hoy Museo de Historia Natural del Paraguay, constituyéndose en el centro de referencia ictiológica de la república, conservando como acervo una importante colección de peces nacionales. Ya en el siglo XXI, las investigaciones continúan, muchas de ellas con cooperación de museos y otras entidades extranjeras.
Obras extranjeras que describen peces de ríos compartidos con el Paraguay
Un porcentaje de los conocimientos de los peces paraguayos se obtuvieron del estudio por parte de investigadores argentinos sobre las aguas fluviales compartidas con ese país: las de los ríos Paraguay Pilcomayo y Paraná. En numerosas obras se volcaron esos trabajos, por ejemplo, entre otros, la de Aurelio Pozzi en 1945, Raúl Adolfo Ringuelet y Raúl Arámburu en 1961, los mismos autores más Armonía de Arámburu en 1967, Hugo López, Roberto Menni y Amalia Miquelarena en 1987, los mismos autores en 2003, y Jorge Liotta en 2006 y 2013.
Brasil se relaciona con el Paraguay al poseer la cuenca superior del río homónimo, así como la del río Paraná, desde Ciudad del Este hacia el norte, primero en la margen opuesta a la paraguaya, y más al norte sobre ambas riberas y cuencas cabeceras. La ictiología brasileña es la más avanzada de Sudamérica, por lo que sus investigadores suelen identificar en aguas brasileñas como nuevas para la ciencia a especies de peces que luego se localizan en aguas paraguayas. Su bibliografía también es abundante.

## Generalidades
El Paraguay se localiza en el sector norte del Cono Sur de Sudamérica. Este subcontinente es el más biodiverso del mundo, ya que el número de especies descritas para sus ríos supera las 4000, con estimaciones que indican que los números finales serían un 50 % superiores, es decir, estarían en torno a 6000 especies. Las cifras para las aguas paraguayas son más modestas, habiéndose detectado alrededor de 410 especies, si bien según las estimaciones de los especialistas, la diversidad de especies del país debe ser aún mayor,   teniendo en cuenta que en los primeros lustros del siglo XXI ha aumentado notablemente el número de especies descriptas en los sectores brasileños de las cuencas de los ríos alto Paraná y alto Paraguay muchas de las cuales podrían ocurrir también en aguas paraguayas. En el año 1975, Lowe-McConnell estimó que serían 450 especies los peces para el Paraguay.
Esta diversidad se debe a numerosos factores, entre los que se destacan las conexiones que las comunidades de peces de lo que hoy es el territorio paraguayo y las cuencas de la región han tenido durante millones de años con las que habitan en los afluentes australes de la cuenca amazónica, la cual posee una ictiofauna muy antigua y con orígenes históricos diversos. La alta cuenca del río Paraguay exhibe una mayor influencia amazónica que demuestra conexiones más recientes. Los principales grupos han evolucionado aislados en Sudamérica desde la desintegración del supercontinente Gondwana durante el Cretácico, hace aproximadamente 100 millones de años.
Muchos de los componentes de la ictiofauna paraguaya pertenecen a grupos con antepasados marinos, los que durante el Paleógeno, principalmente el Oligoceno y el Mioceno, han invadido las aguas dulces sudamericanas evolucionando y diversificándose en ellas de forma independiente. Entre estas especies se incluyen las rayas de río, la anguila, los lenguados, los peces aguja, etc. Un grupo relacionado es la de los grupos que poseen especies de géneros que también cuentan con especies marinas y las de especies que transcurren parte de su vida en ríos migrando a aguas litorales marinas o viceversa. Integrantes de estos dos grupos corresponden a las corvinas de río, anchoas, lachas, etc.
En cuanto a la sistemática, la ictiofauna paraguaya es dominada holgadamente por dos órdenes: Characiformes (unas 175 especies) y Siluriformes (alrededor de 142 especies). El primero incluye a tetras, federales, mojarras, dientudos, dorados, tarariras, bogas, pacúes, chafalotes, pirapitáes, palometas, pirañas o "piraís", carimbatas, maripositas, virolitos, etc. El segundo aglutina a los bagres, surubíes, patíes, armados, manguruyúes, viejas del agua, mandubíes, barrefondos, limpiavidrios, etc.
En importancia descendente, prosiguen los órdenes Perciformes (unas 37 especies), Cyprinodontiformes (22 especies) y Gymnotiformes (17 especies). Al primero pertenecen las corvinas de río y los cíclidos. En el segundo se incluyen los rivúlidos, peces anuales o killis, los poecílidos o medrecitas y los anabléptidos o listados. Entre los gimnótidos se encuentran varias familias cuyos integrantes son denominados morenas, bombillas, banderitas o señoritas.

### Los “gigantes” de las aguas paraguayas
Generalmente son 3 las especies ictícolas que se disputan el ser consideradas las más largas y pesadas de las aguas paraguayas.
La raya o chucho de agua dulce es con seguridad la especie más pesada, reportándose capturas de ejemplares gigantescos, con diámetros de discos de 110 cm y pesos de 208 kg. El gran poder que le confiere su tamaño a este pez cartilaginoso hace que incluso pueda hundir embarcaciones pequeñas.
Los siguientes gigantes son dos peces óseos siluriformes; en ambas especies las tallas máximas son discutidas, agravado por el hecho que los registros de ejemplares de magnitud no son modernos ya que, por distintas razones, de las dos ya no se capturan ejemplares enormes. El primero es el mítico manguruyú, del cual se indican longitudes de 140 cm así como también ejemplares cercanos a los 200 cm, con pesos de más de 100 kg, si bien son tamaños del pasado ya que la especie se ha vuelto rara, siendo que ahora en aguas paraguayas excepcionalmente se logran capturas de ejemplares de no más de 70 kg. El otro es el surubí pintado, para el que se han señalado longitudes máximas desde los 166 cm hasta 175 cm y pesos de 100 kg.

## Ictiogeografía paraguaya
Las aguas paraguayas se corresponden en su totalidad a la cuenca del Plata, siendo el único país totalmente cubierto por dicha cuenca. En esta nación los peces se pueden encontrar en casi todos los cuerpos acuáticos.
Se han propuesto, descrito o discutido algunos esquemas ictiogeográficos que indirectamente alcanzan a la superficie correspondiente a la República del Paraguay.
Los peces paraguayos, en razón del dinamismo de los límites zoogeográficos, junto a factores ecológicos y climáticos actuales e históricos, se pueden adscribir geográficamente en la subregión, grupo o componente ‘brasílico’, el mismo se relaciona marcadamente con la ictiofauna amazónica.
Los grandes ríos de la cuenca del Plata operan como vías para la expansión aguas abajo de especies de las altas cuencas. Por ejemplo, en las aguas del río Paraguay correspondientes a este país se ha verificado que especies de su cuenca alta se dispersan vagabundeando hacia el sur en algunas temporadas estivales, o como resultado de crecientes extraordinarias.
De igual manera ocurre en el río Paraná, en donde especies brasileñas son capturadas aguas abajo, aunque en este caso por una fuerte intervención antrópica.

### Ecorregiones de agua dulce paraguayas
Una ecorregión de agua dulce es un área donde la composición de las especies contenidas en los cuerpos acuáticos que en ella se encuentran es relativamente homogénea y distinguible de las otras áreas adyacentes. Ecológicamente, se trata de unidades fuertemente cohesionadas, lo suficientemente grandes para abarcar los procesos ecológicos o la historia de vida de la mayoría de sus especies acuáticas que en ella habitan. El término comprende aguas interiores de los continentes, no siempre de agua dulce, pero claramente no marina, quedando excluidos de ellas las superficies emergidas con suelos y rocas, así como los océanos, ya que para ambos se han creado categorizaciones propias.
Los especialistas no suelen concordar en la disposición de estas divisiones, difiriendo tanto en su número como en sus límites, si bien hay algunas que por su historia ictiofaunística y su aislamiento funcional tienden a ser aceptadas por todos.
En el último esquema, difundido en el año 2008, se ha dividido todas las aguas interiores del mundo. La delineación de las ecorregiones acuáticas de Sudamérica fue obra de 53 expertos provenientes de 11 países. En lo que respecta al Paraguay se han unificado secciones que otros especialistas habían propuesto, o alterado sus límites.
Ecorregión de agua dulce Paraguay
Esta ecorregión se extiende por el centro-este del Paraguay y en el centro-sur del Brasil, correspondiéndole a esta las aguas del enorme humedal conocido como Pantanal. En la Argentina solo se hace presente marginalmente, apenas en el extremo oriental de las provincias de Formosa y Chaco, ya que el lado occidental del canal principal del río Paraguay constituye el límite oeste de la ecorregión del Chaco.
En Paraguay ocupa el área occidental de la región oriental, correspondiéndole los cursos que desembocan en el río Paraguay, entre los que se encuentran los ríos Aquidabán, Apa, Tebicuary, etc.
En la cuenca del río Paraguay se estima que habitan alrededor de 250 especies de peces; de ese total, 166 están citadas para el sector paraguayo de la cuenca; entre 78 y 81 especies son peculiares en el país a la misma.
Ecorregión de agua dulce Chaco
Esta ecorregión comprende cuencas e interfluvios de los ríos y arroyos que cruzan la planicie chaqueña; comprendiendo en el Paraguay la totalidad del Chaco paraguayo, destacando especialmente los ríos Ypané y Pilcomayo.
Entre su ictiofauna abundan las especies con adaptaciones a aguas pobres en oxígeno y al desecamiento de sus biotopos, entre ellos varias especies de “peces anuales” endémicos.
Ecorregión de agua dulce Paraná inferior
Esta ecorregión en Paraguay ocupa el área este y el extremo sur de la región oriental, correspondiéndole los cursos que desembocan en el río Paraná, incluyendo originalmente los cursos situados al sur de los saltos del Guairá. Con la construcción de la represa de Itaipú, el límite norte de esta ecorregión se retrajo, ya que fue corrido al murallón mismo de la presa. Posiblemente contenga la mayor biodiversidad ictiofaunística del país. En el tramo entre Yacyretá y la confluencia con el río Paraguay se detectaron 220 especies.
Ecorregión de agua dulce Paraná superior
Esta ecorregión ocupa el extremo nordeste del Paraguay. Originalmente su ictiofauna solo alcanzaba marginalmente las aguas paraguayas, en razón de que era detenida por los grandes saltos del Guairá, sobre el río Paraná superior, pero con la construcción de la represa de Itaipú, la cual cubrió esas cataratas con un enorme embalse, el área de este lago artificial también fue incluida. Como el dique de dicha represa permite transponer a los peces del embalse hacia las aguas situadas bajo el mismo, por intermedio de sus vertederos primero, y luego por un canal construido ex profeso para posibilitar la migración desde aguas abajo hacia el embalse, las especies que otrora eran endémicas de las aguas situadas río arriba de las cataratas, y que luego invadieron todo el lago artificial, ahora pueden expandir su geonemia hacia el sur, en sectores del río Paraná con las mismas características físicoquímicas, habiéndose capturado por esta razón, ejemplares de esas especies en el este y sur de Paraguay y en el extremo nordeste de la Argentina, por ejemplo la corvina de río gigante y el dorado plateado. Como contraparte, las especies endémicas del Paraná inferior pudieron invadir las aguas superiores. Es por ello que el límite con la ecorregión de agua dulce Paraná inferior (ubicada inmediatamente hacia aguas abajo de esta) pasó a ser ecotonal o más difuso, y no drástico como era originalmente.
Algunas especies en aguas paraguayas solo habitan en la zona del lago de Itaipú, el cual sufre una seria problemática con especies introducidas, incluso traslocadas por entidades brasileñas desde otras cuencas, incluso amazónicas, por ejemplo los tucunarés amarillo y azul.

## Adaptaciones a hábitats hostiles
En el Paraguay, muchos ambientes aparentemente hostiles para casi la totalidad de los peces fueron colonizados por algunas especies, las que exhiben características únicas para sobreponerse al medio.
Adaptaciones a aguas pobres en oxígeno

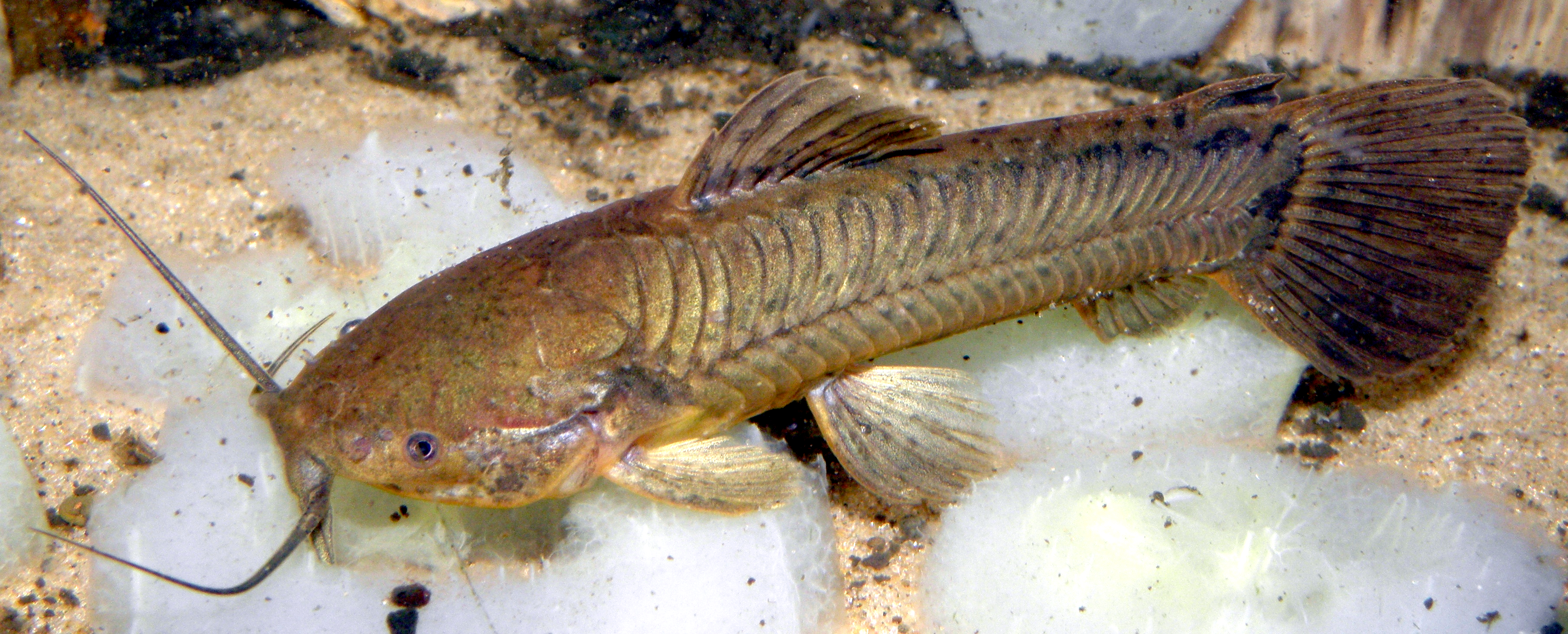
Callichthys callichthys.

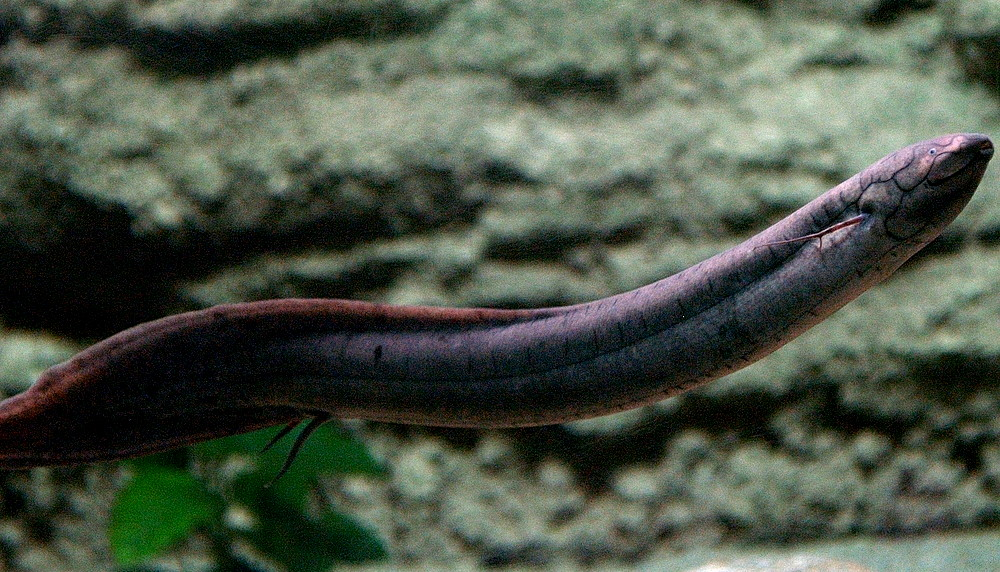
Pez pulmón (Lepidosiren paradoxa).

Algunos biotopos son pobres en oxígeno, lo que hace que en los días cálidos, para contrarrestar el efecto que determina que a mayor temperatura la concentración de este gas disminuye, los peces comunes “boqueen” en la superficie para aprovechar la porción del agua en contacto con el aire la cual posee más porcentaje de oxígeno. Esto los debilita y expone a los predadores. Es por esta razón que algunas especies de peces poseen adaptaciones para utilizar en su respiración directamente el aire atmosférico.
Una de ellas es la anguila, la cual a la tradicional respiración branquial suma otra intestinal bucofaríngea mediante el llenado de aire de su expandida cámara branquial (la cual está muy irrigada de capilares), lo que le permite permanecer fuera del agua durante varias horas. Incluso con poca actividad puede realizar intercambio de oxígeno a través de la piel. Las morenitas también emplean un mecanismo respiratorio por cavidad muy vascularizada.
Los callíctidos, como los cascarudos o tamboatás (Callichthys callichthys, Hoplosternum littorale y Lepthoplosternum pectorale) y barrefondos, también toman una burbuja de la superficie pues pueden utilizar una segunda respiración gracias a sus intestinos posteriores (provistos de paredes especialmente modificadas para este fin). En el caso de los barrefondos o tachuelas su intestino es más largo de lo normal, lo que le permite acumular allí el aire que captura desde la superficie.
Las viejas del agua en cambio, la hematosis la producen en sus estómagos, los que poseen paredes muy delgadas e irrigadas.
El pez pulmonado también se ha adaptado a tomar cada cierto tiempo una bocanada de aire desde la superficie, ya que ha transformado su vejiga natatoria en un pulmón, órgano fundamental en su respiración ya que sus minúsculas branquias solo proporcionan el 2 % del oxígeno que precisa. Otro pez que también respira aire atmosférico mediante su vejiga natatoria es la tararira ñata así como también la tararira común.
Adaptaciones a vivir en aguas turbias
Las aguas muy turbias son frecuentes en el norte de la república, por lo que muchas especies han logrado órganos especiales para movilizarse y encontrar los componentes de su dieta mediante el sentido del tacto sin necesidad de utilizar la vista. Destacan en esto los siluriformes, con varias decenas de especies provistas de largos bigotes táctiles, algunos tan largos como el pez mismo, los que les permiten ir palpando el fondo limoso en busca de alimento.
Adaptaciones a la desaparición anual del biotopo
En el chaco paraguayo muchos de los biotopos se secan por completo en la época de falta de lluvias (en el invierno austral). Algunos peces, de distintos órdenes, han logrado colonizar estos ecosistemas temporales, empleando para ello distintas estrategias.
Algunas especies, ante el desecamiento del bañado o estero, durante la noche directamente se trasladan por tierra hasta otro humedal que haya conservado algo de agua. Entre estos peces encontramos la anguila y los cascarudos comunes y choclitos. La primera repta como una serpiente; y los segundos “caminan” sobre el suelo mediante golpes de la aleta caudal y movimientos en los que se valen de las aletas pectorales (las que poseen un primer radio muy duro).
Otra sorprendente estrategia es la que aplica el pez pulmonado en los esteros del Chaco húmedo cavan en el fondo de los esteros una cámara, en la cual permanecen en estado latente hibernando, volviendo a emerger luego de las primeras lluvias primaverales. La propia anguila también puede emplear un método similar, el cual le permite permanecer allí en letargo hasta la llegada de nuevas lluvias. Esta adaptación es tan notable que incluso puede continuar funcional durante una espera de varios años.
La más sorprendente es la que emplean la mayoría de las especies de rivúlidos. Ante la intensa presión evolutiva que significa el desecamiento de los charcos donde habitan han logrado un aceleramiento de su ciclo biológico, el cual desde que nacen hasta que mueren dura solo algunos meses (el más corto de todos los vertebrados). Esto se debe a que sus huevos tienen adaptaciones para soportar el desecamiento del charco, permaneciendo durante el invierno chaqueño enterrados en el sustrato seco, a pocos centímetros de la superficie, teniendo asimismo la adaptación de entrar en completa latencia, interrumpiendo su desarrollo embrionario, en espera de que nuevas lluvias vuelvan a llenar el charco, momento detonante para que los alevines nazcan a las pocas horas. Alimentándose con voracidad crecen rápidamente para poder reproducirse a partir de los 3 meses de vida, intentando así ellos también enterrar sus huevos antes que el charco se vuelva a secar, decretando su muerte.

## Estrategias reproductivas

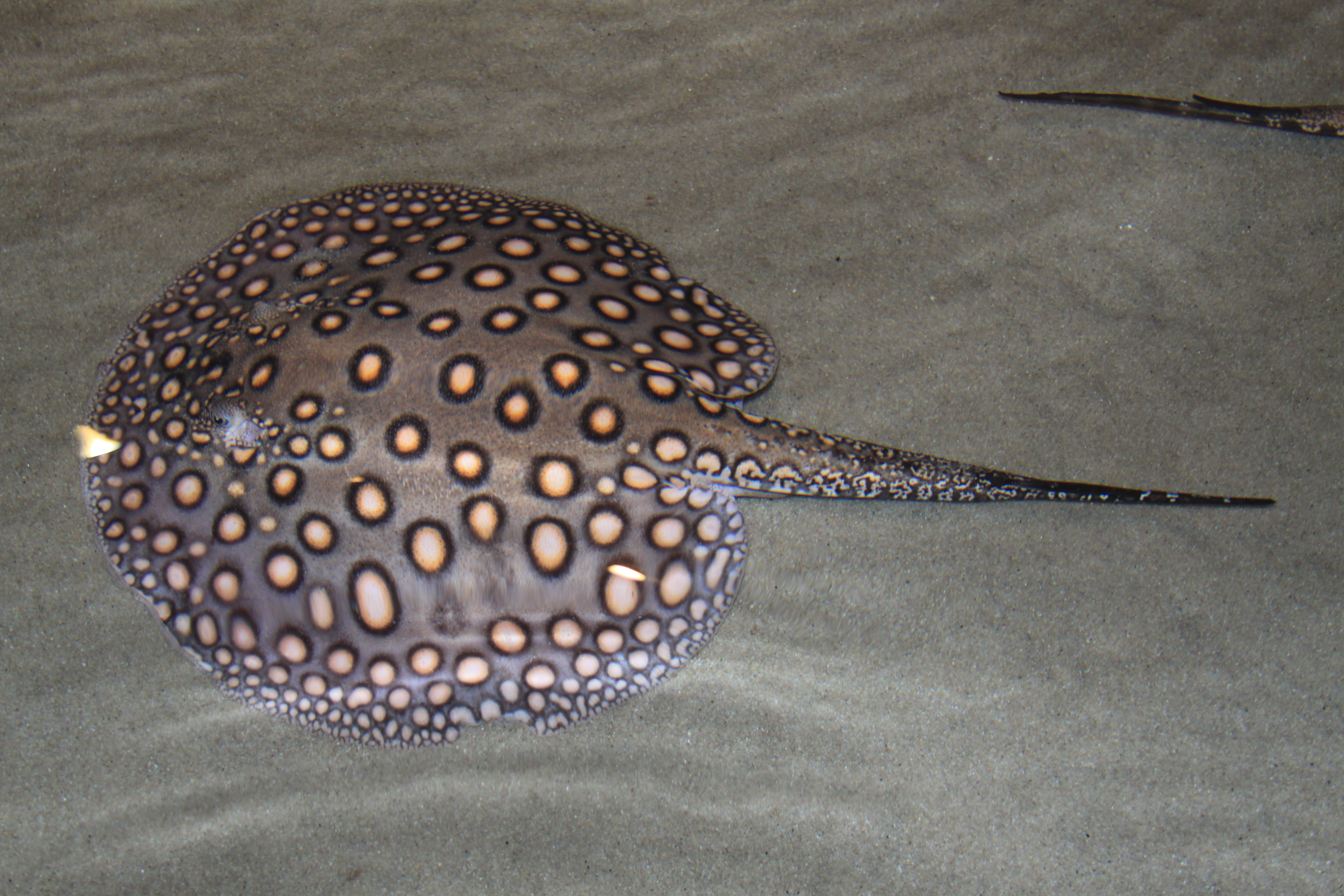
Chucho o raya de río (Potamotrygon motoro). Los machos de las especies de rayas de río que habitan en este país poseen un órgano copulador denominado “pterigopodio”.

Además de la ya comentada de los rivúlidos, otros peces paraguayos poseen curiosas estrategias a la hora de dejar descendencia.
Los poecílidos, conocidos con el nombre de madrecitas, tosqueritos u orilleros, poseen ovoviviparismo, ya que teniendo fecundación interna las hembras dan a luz a sus alevines completamente formados, no huevos. Otra curiosidad es que las aletas anales del macho se han modificado para formar con ellas una suerte de pene, un órgano copulador denominado gonopodio, el cual sacudo cuando persigue sexualmente a una hembra.
Las rayas de río también presentan un proceso reproductivo similar al anterior, denominándose el órgano copulador del macho “pterigopodio”.
Las restantes especies poseen fecundación externa, por lo que la unión del esperma con los gametos ocurre en el agua, si bien varía en las especies el rol que juegan con respecto a los huevos producidos y las eventuales crías. La mayoría se desentiende; otras especies, como muchos cíclidos, son feroces cuidadores de huevos u crías, aunque en ambos casos el cuidado no ocurre dentro de su cuerpo, si bien entre los cíclidos hay especies que al nacer las larvas, toda la prole es protegida dentro de la boca de los padres.
Más interesante es lo que realizan algunas especies, en donde la incubación se realiza dentro de la boca, por ejemplo en algunos integrantes del género Gymnogeophagus y en las viejas del agua; en estas últimas los machos toman los huevos fecundados y los retienen en sus bocas, bajo el labio inferior hipertrofiado hasta la eclosión de los alevines.
En los barrefondos la hembra forma con sus aletas abdominales un saco donde el macho deposita el esperma; posteriormente ella libera allí los huevos y en esa bolsa se produce la fecundación.
La anguila presenta una atípica biología reproductiva. Existen 3 clases de individuos: (a) los tradicionales machos y hembras primarios (con testículos y ovarios respectivamente), (b) machos secundarios originados por reversión sexual de hembras y, (c) ejemplares intersexos que se generan por un reemplazo del tejido ovárico por tejido testicular.
Esto es una estrategia para facilitarle la supervivencia en ambientes difíciles (generalmente en zonas de prolongadas sequías extremas), donde luego de intensos fenómenos climatológicos pudiesen haber sobrevivido solo individuos de un solo sexo.

## Alimentación

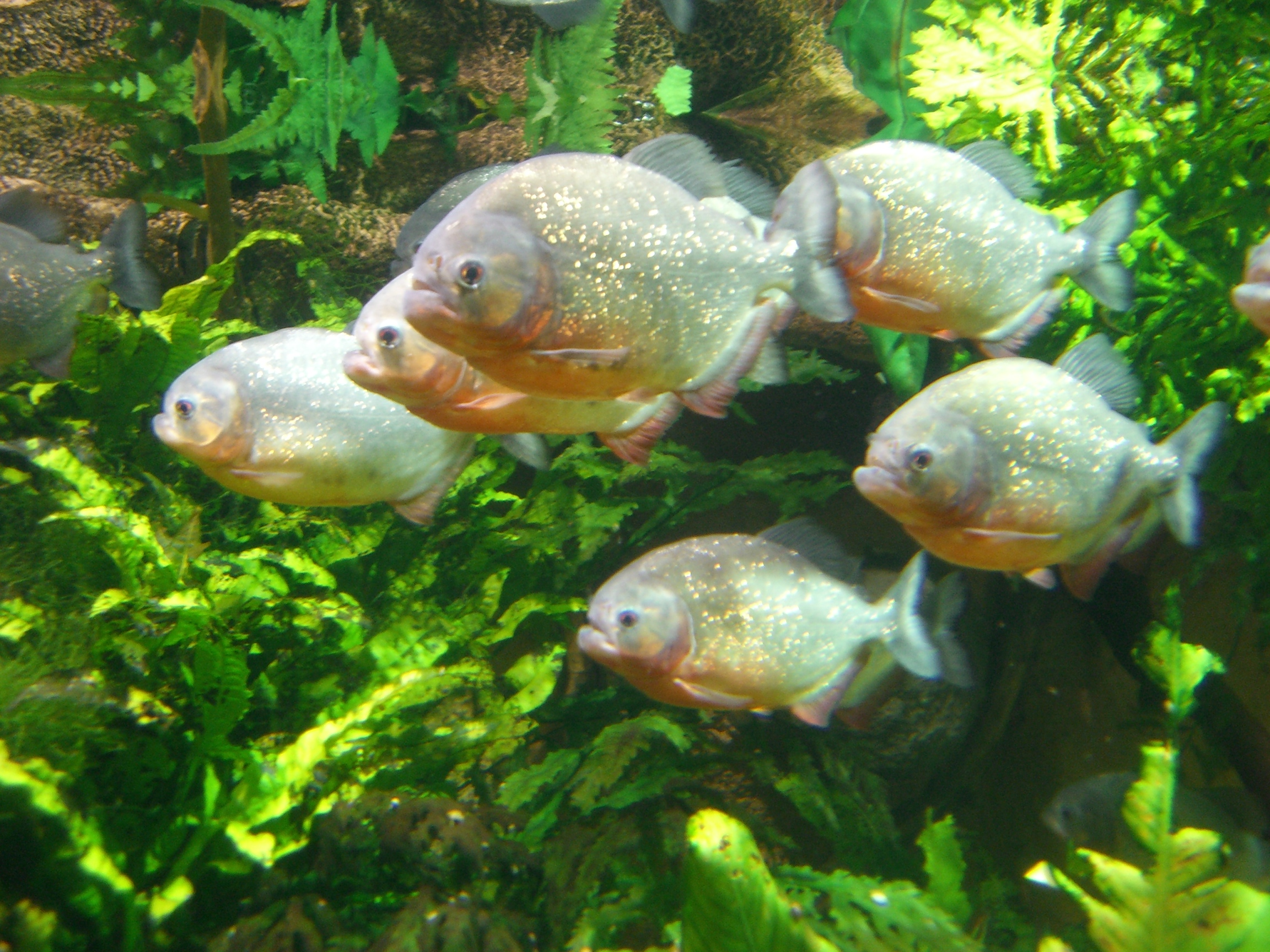
Cardumen de palometa mora (Pygocentrus nattereri).

Los peces paraguayos poseen dietas sumamente variadas, y para obtenerlas cuentan con notables adaptaciones.
Entre los variados hábitos alimenticios de los peces del Paraguay, uno de los más extraños es el régimen sanguívoro, la especialización en succionar sangre de otros peces, por lo que las especies que hacen esto poseen adaptaciones que lo facilitan: cuentan con pocos dientes, pero estos son similares a garras o ganchos lo que les permite sujetarse firmemente a los arcos branquiales o mucosas de grandes peces de cuya sangre se alimentan, extrayéndola de los filamentos de las agallas; cuando se han saciado, salen del pez y se entierran en la arena. Entran (y salen) de la cámara branquial durante los movimientos de respiración del huésped. Entre las especies con este hábito se encuentran el llamado sanguijuela chupa sangre o pirá cangú y el chupa-chupa. El camarón, en cambio, se alimentaría solo de las escamas y la mucosidad de la piel.
En algunos casos reportados la parasitosis sobre el ejemplar de pez que actúa como huésped es masiva, alimentándose de él miles de ejemplares (de 1 a algo más de 2 cm de largo), cada uno por intervalos de 1 a 3 minutos, llegando en ocasiones a causar la muerte del infortunado. Esto suele sucederle a los grandes siluriformes capturados por los pescadores y retenidos vivos en jaulas dentro de los ríos en espera del momento de su venta. Estos hematófagos poseen una conformación corporal “anguiliforme”, lo que les facilita el penetrar en cavidades estrechas, por lo que son temidos y detestados por las poblaciones humanas ribereñas (especialmente en el caso de especies amazónicas), ya que en ocasiones penetran en las cavidades corporales de bañistas (pene, vagina, uretra y recto), provocándoles dolorosas lesiones y su obligada extirpación quirúrgica bajo anestesia general, dado que cuentan con espinas retrorsas en la zona opercular que ocasionan desgarros e importantes sangrados en caso de emplear la extracción mecánica por el mismo conducto en el cual han penetrado.
Algunas especies emplean cualidades electrógenas para generar un campo electromagnético alrededor de sus cuerpos, lo que les permite, entre otras utilidades, detectar a sus presas; este es el caso de los Gymnotiformes.
Posiblemente de todos los peces paraguayos, los más conocidos en lo que respecta a sus dietas y cómo las obtienen sean las pirañas, también llamadas localmente “palometas”. Estos peces son agresivos predadores piscívoros, nadan en grandes cardúmenes en busca de alimento, el que generalmente atacan con decisión. En las aguas paraguayas tienden a ser más individualistas que las poblaciones amazónicas de las mismas especies, las responsables de la fama mundial que estos legendarios peces poseen, si bien en las aguas de los ríos Paraguay y Paraná han ocurrido centenares de accidentes con bañistas, algunos con la gravedad que caracteriza a las amputaciones de dedos, al estar armadas de fuertes y filosos dientes, con poder cortante como bisturíes.
Otros peces Characiformes ictiófagos, predadores de aguas libres de río abierto, persiguen a los bancos de bogas y sábalos o carimbatas, además de mojarras y otras especies menores. Son nadadores veloces con una boca provista de potente dentición de con piezas caniniformes. Este grupo está representado por el dorado, el chafalote, el pirapitá y los grandes dientudos. Con una dieta similar pero con necesidades más demersales (prefieren aguas más profundas) se encuentran los grandes siluriformes: el patí, el manguruyú y los surubíes atigrado y pintado.
Un pez de dieta llamativa es el pacú, el cual, si bien puede alimentarse entre otros ítems de moluscos e insectos, destaca por su particular predilección por los frutos de árboles ribereños. En época de fructificación de alguna especie, suele buscar ejemplares que su follaje se extienda sobre las aguas, y allí bajo su sombra esperan la caída de los frutos para devorarlos apenas llegan al agua. Los pescadores suelen intentar capturarlos empleando frutos de plantas silvestres como carnada. La destrucción de la selva en galería afecta a las poblaciones de este pez.
Muchos peces paraguayos emprenden largas migraciones entre los sitios reproductivos y los alimenticios, al asociarse a pulsos de inundación que permiten conectar las aguas del río con esteros, madrejones, lagunas y otros humedales marginales al mismo, pero dentro del valle de inundación. Estos traslados pueden alcanzar un total de 1500 km, con movimientos diarios de 43 km, como es el caso de los cardúmenes de carimbatas, pasando desde las cuencas del río Uruguay hasta las del Paraná.
Mecanismos para evitar ser comidos
Muchos peces paraguayos han logrado desarrollar mecanismos para evitar ser el alimento de otros peces, así como de reptiles, aves y mamíferos acuáticos.
Los órganos más frecuentes para este objetivo son las penetrantes púas que en sus aletas pectorales y dorsales presentan la mayoría de los siluriformes; estas son separadas por el pez de su cuerpo haciendo que sea muy difícil (y hasta peligroso) de tragar por el predador que lo capturó, debiendo desistir del intento de hacerlo, logrando de este modo el pez huir.
Los pescadores que manipulan estos silúridos tienen especial cuidado de no sufrir un pinchazo con una de estas espinas y así evitar que entren a su torrente sanguíneo bacterias y esporas de anaerobios que en estos estoques suelen proliferar.
En las especies del género Trachelyopterus, el sector interno de las aletas pectorales se encuentra fuertemente aserrado; de este modo el pez se defiende con ellas presionándolas fuertemente contra su cuerpo, por esta razón son llamados vulgarmente “bagres apretadores” además de “toritos”.
Entre los siluriformes, los integrantes de la familia Doradidae van un paso más allá, a las púas les suman hileras de fuertes osificaciones que forman afiladas espinas córneas, extendidas en ambos flancos del cuerpo sobre la línea lateral.
Entre las adaptaciones con este propósito, una de las más sorprendentes es la que posee la mojarra voladora, también denominada pez hacha o pechito. Cuando un pez predador las intenta atacar ellas nadan velozmente impulsadas hacia la superficie, salen del agua y literalmente vuelan por más de un metro, desconcertando a quien quería atraparlas. Esto es posible gracias a notables adaptaciones: su comprimido cuerpo es en toda la parte inferior semejante a una hoja cortante, ya que en la cintura pectoral los huesos coracoideos son enormes y están soldados entre sí, formando una quilIa prevental a la manera de un pecho saliente, guardando relación con los músculos que mueven las aletas pectorales propulsoras del vuelo gracias a su rapidísimo batir, además de ser tan largas como la mitad de la longitud del cuerpo.

## Importancia económica y cultural

### Utilidad ornamental

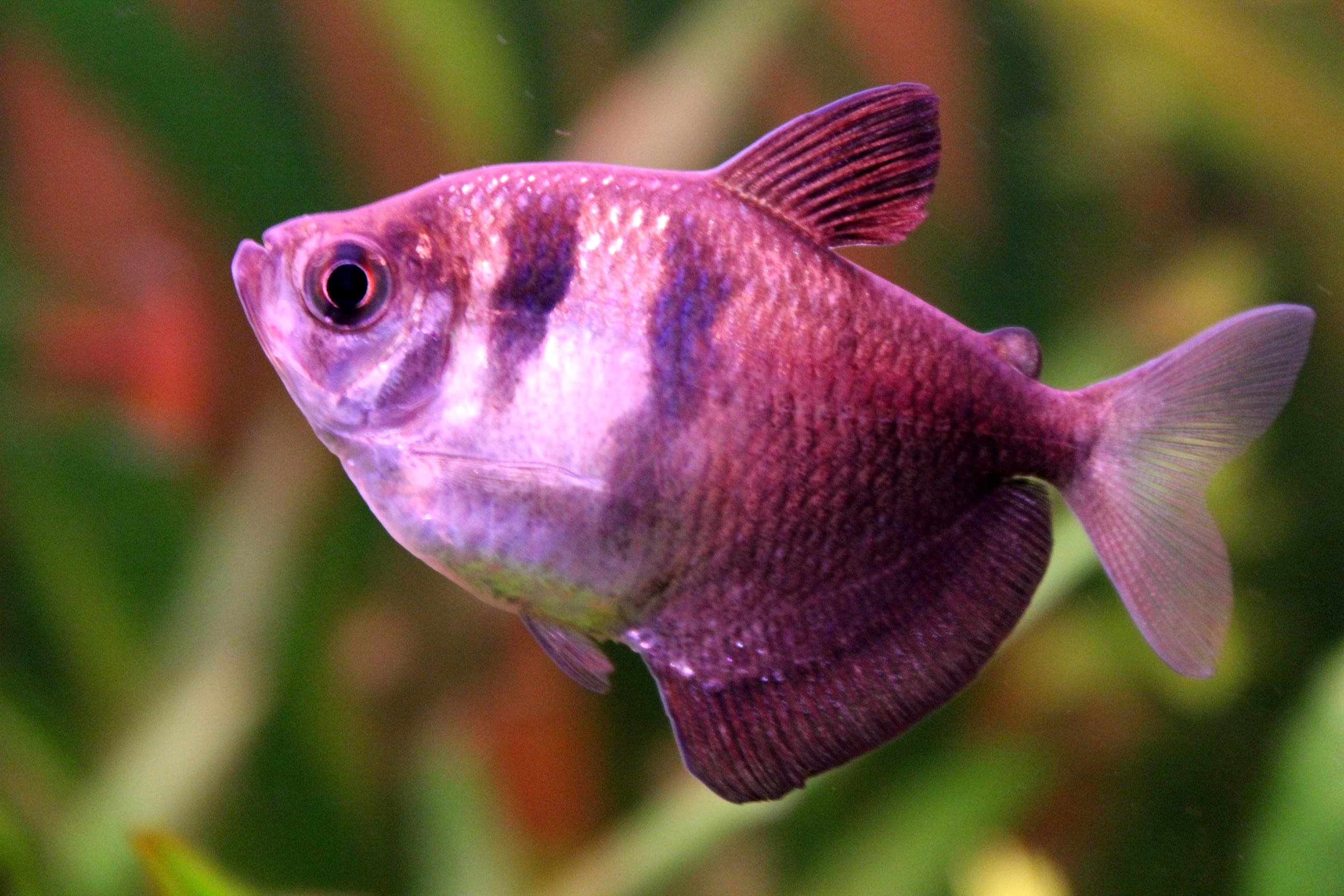
Monjita negra (Gymnocorymbus ternetzi).

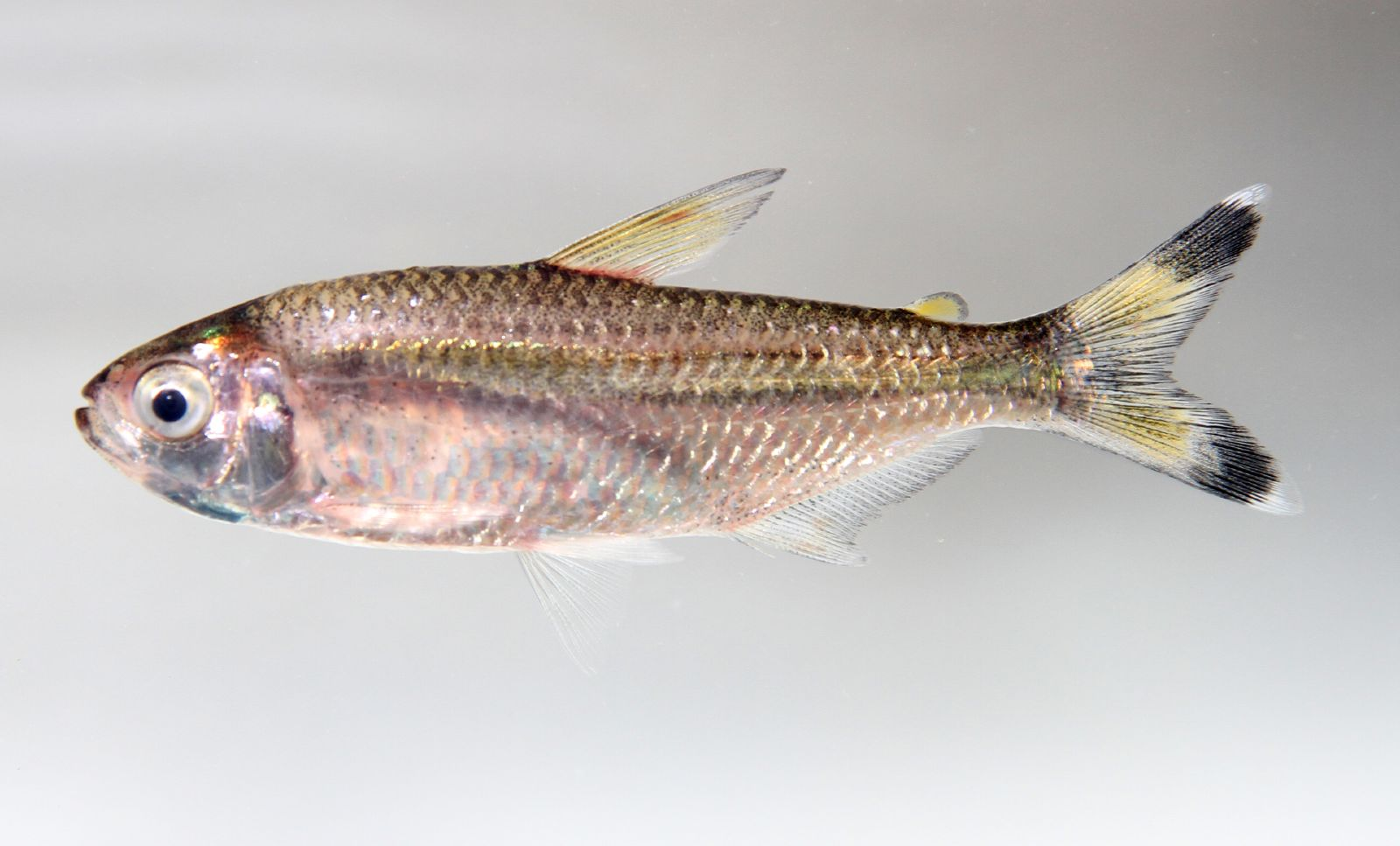
Moenkhausia dichroura.

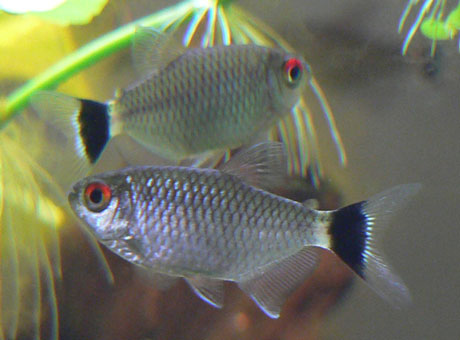
Mojarra o tetra de ojos rojos (Moenkhausia sanctaefilomenae).

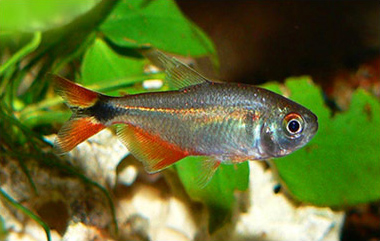
Tetra Buenos Aires (Hyphessobrycon anisitsi).

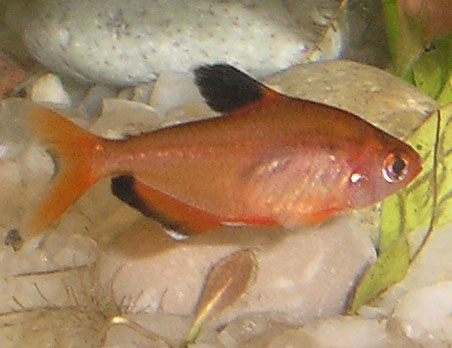
Serpae (Hyphessobrycon eques).

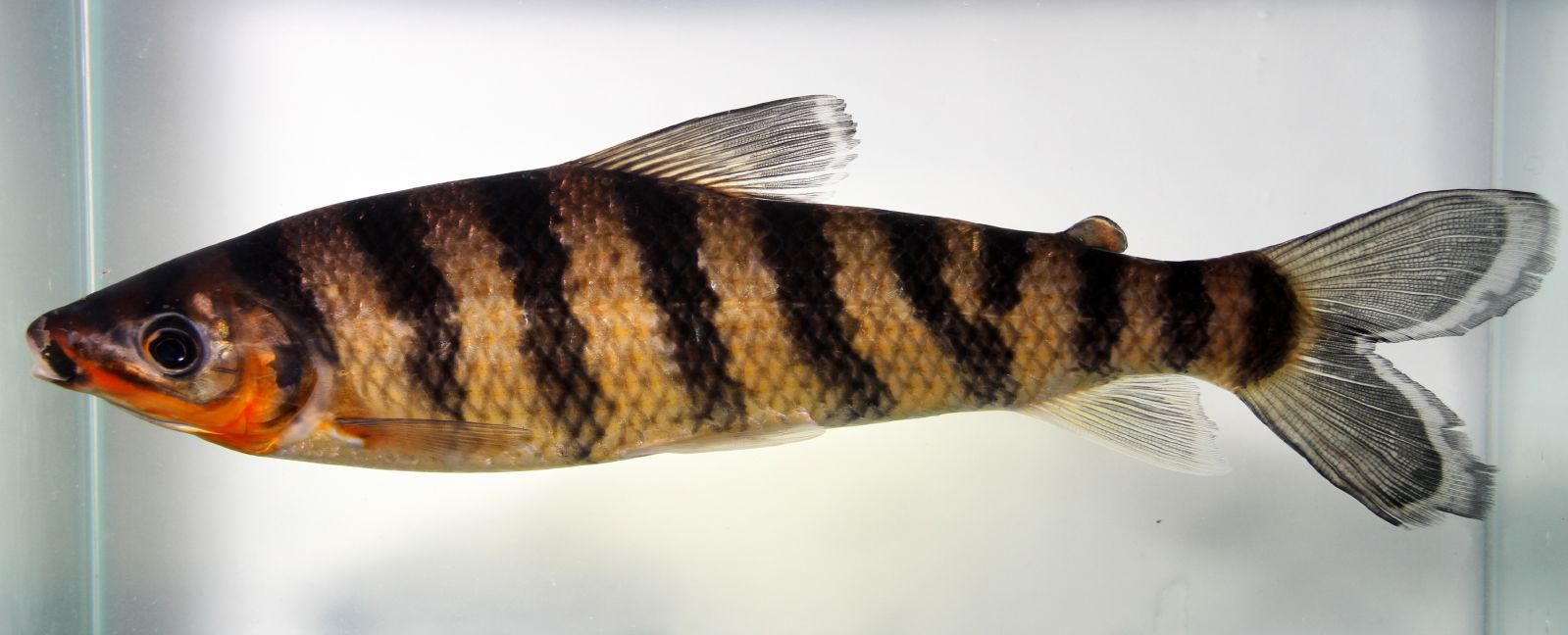
Boga rayada (Leporinus fasciatus).

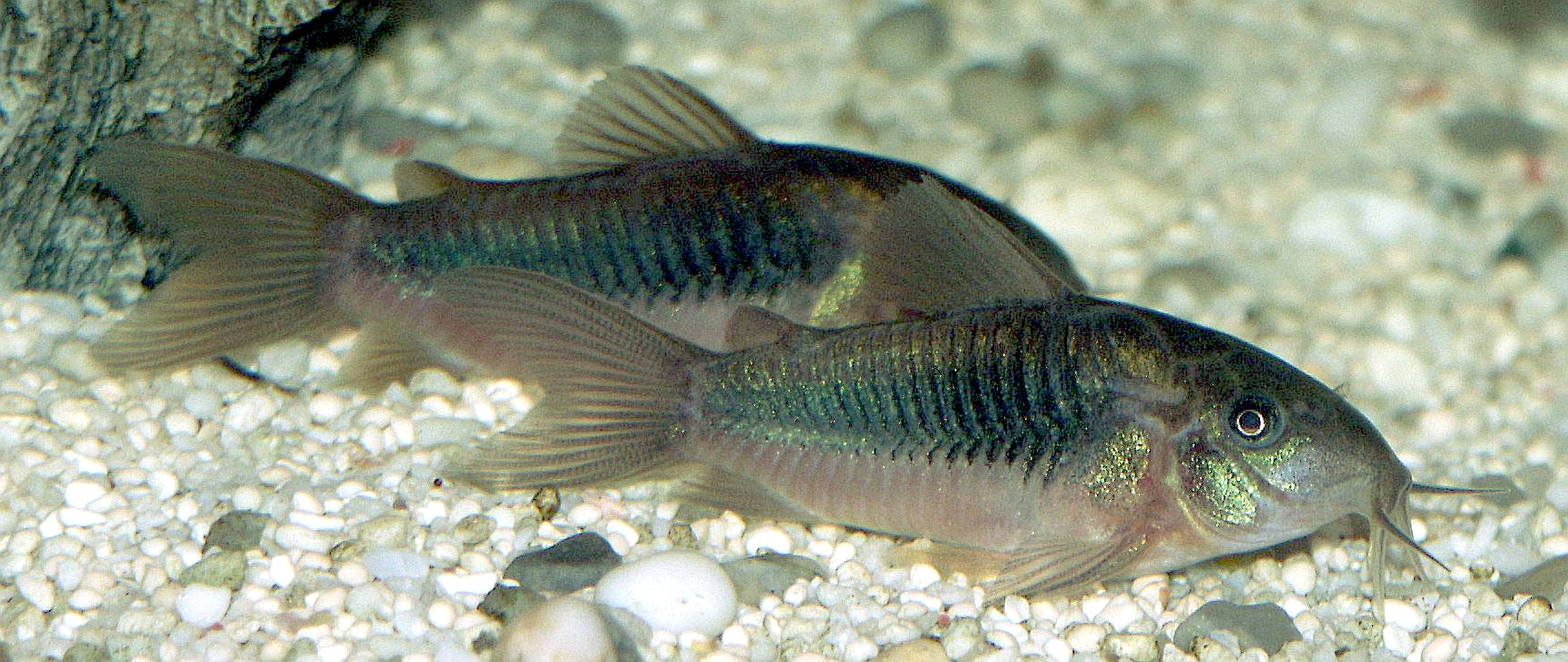
Corydoras aeneus.

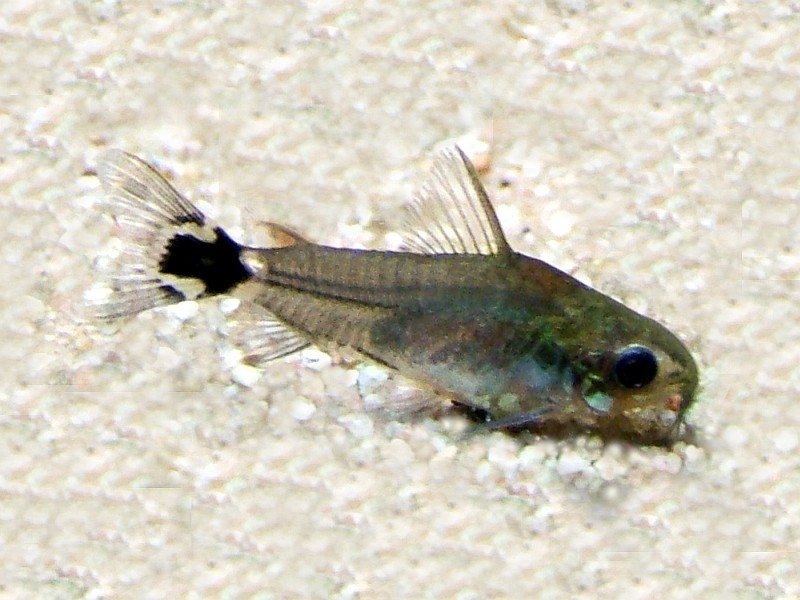
Corydoras hastatus.

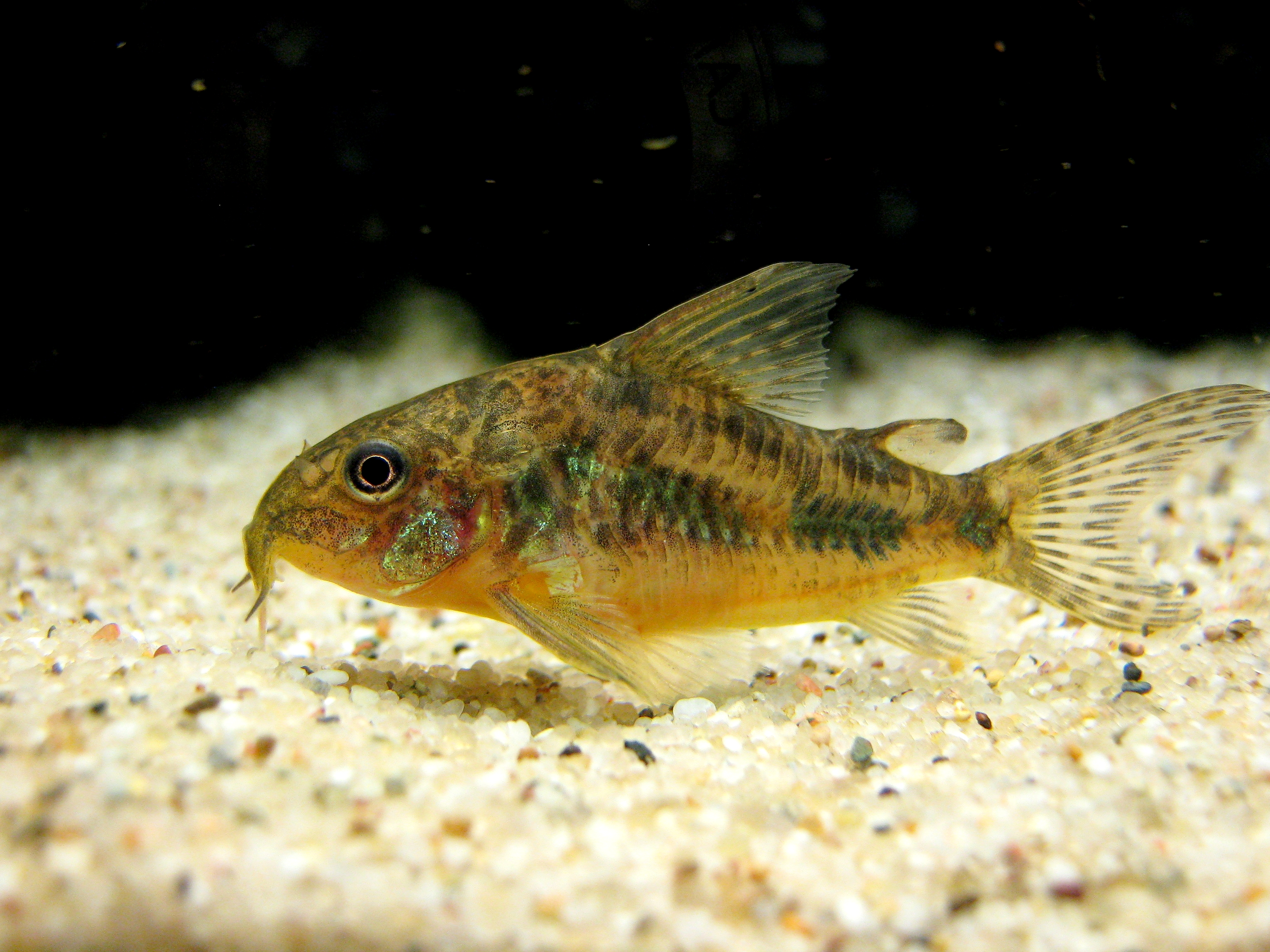
Corydoras paleatus.

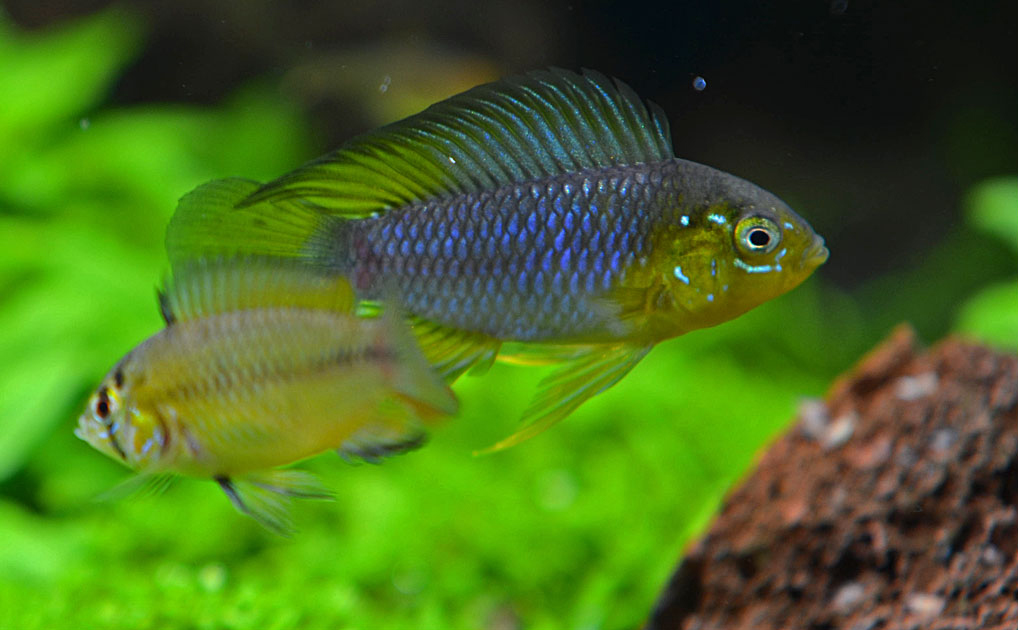
Apistogramma borellii.

Muchas especies paraguayas son estimadas como peces ornamentales para destinarlas al mercado del acuarismo. Algunas especies, durante décadas fueron exportadas en grandes volúmenes. En razón del prolongado tiempo en que estas especies fueron mantenidas en cautiverio y a su demanda y abundancia en los comercios, en buena parte de los casos han desarrollados variedades solo presentes en los acuarios, entre ellas las albinas y las velíferas.
Entre las especies más populares se encuentran: el tetra Buenos Aires, el tetra serpae, el tetra de ojos rojos, el tetra negro, el tetra cola roja, el tetra federal, el relojito, el pez vidrio, la pirrulina, el jiki, el limpiavidrios, la platidoras, barrefondo austral, barrefondo bronceado, la cinolebia nigripinis, la cinolebia pavito, el óscar del Paraguay, el apistograma azul y amarillo, etc.

### Utilidad alimenticia
Algunos componentes de la ictiofauna paraguaya son objetivo de aprovechamiento directo o indirecto por parte de pesquerías, las que pueden dividirse en dos tipos. La primera es la llamada pesca artesanal, practicada por pescadores que habitan en las riberas de los ríos, utilizando pequeñas embarcaciones y artes frecuentemente de presión limitada, en algunos aspectos con métodos rudimentarios. Es heredera de la utilización del recurso que practicaban los aborígenes antes de la colonización por parte del imperio español, a partir del siglo XVI. En el manejo pesquero fluvial este tipo de captura es generalmente asociado a una explotación sustentable de las existencias ictícolas. Las especies capturadas son variadas, siendo especialmente frecuentes las bogas, carimbatas, dorados, palometas, chafalotes, armados y los grandes siluriformes, el patí y los surubíes. Los ejemplares obtenidos son destinados al consumo familiar y a abastecer los mercados locales, principalmente de las ciudades ribereñas, tanto de manera formal (pescaderías) como informal (vendedores ambulantes a los costados de rutas y avenidas).
La segunda pesquería es la industrial, la cual es practicada por empresas mediante embarcaciones mayores, con artes más efectivas, buscando capturas masivas. La principal especie-objeto de estas pesquerías es el carimbata, el cual se desplaza en enormes bancos, siendo este iliófago-detritívoro el pez que representa la base de la cadena alimentaria del Plata, al componer porcentualmente entre el 50 al 90 % de la biomasa total y de los volúmenes de captura en algunos sectores. El carimbata emprende extensos desplazamientos migratorios, segmentados en dos diferentes stocks genéticos.

### Utilidad deportiva

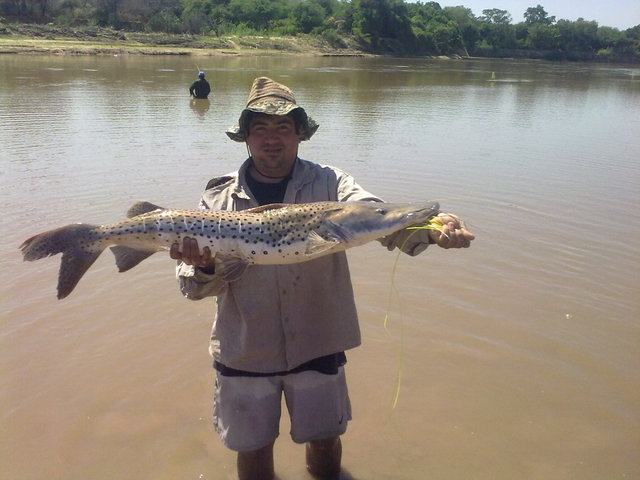
Pesca del surubí pintado.

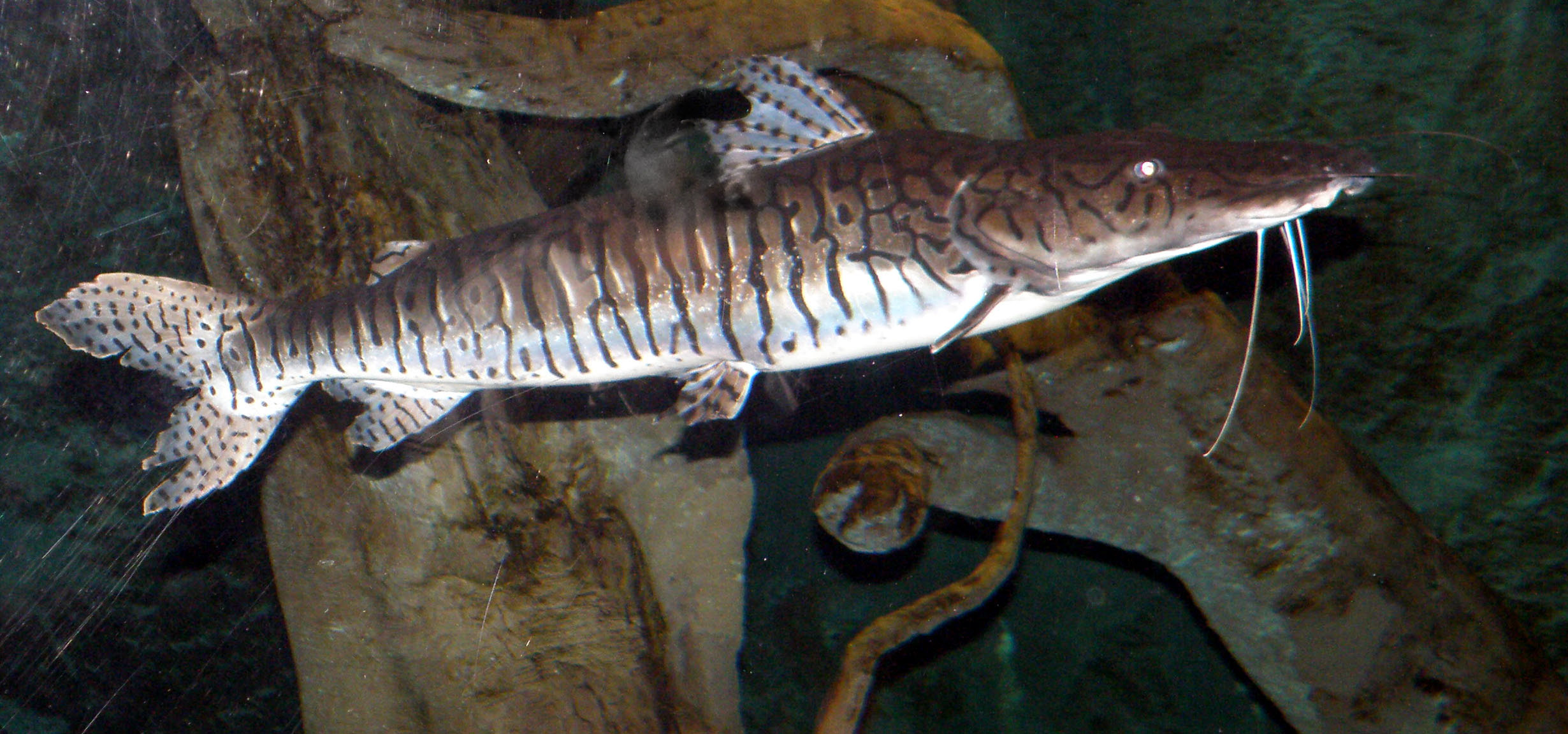
Surubí atigrado.

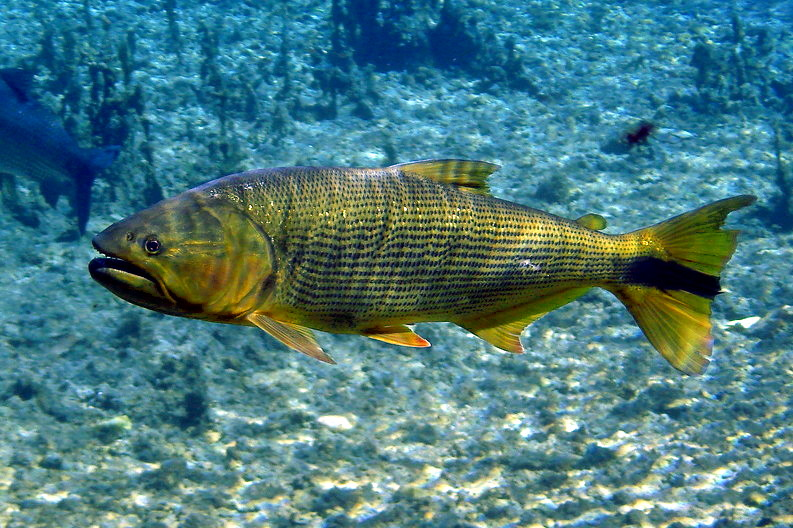
Dorado (Salminus brasiliensis).

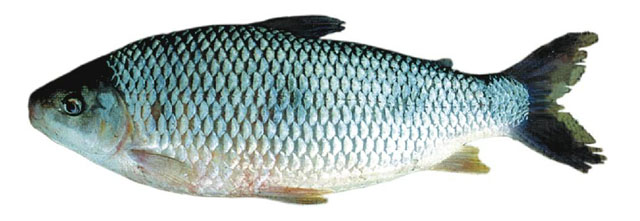
Boga común (Leporinus obtusidens).

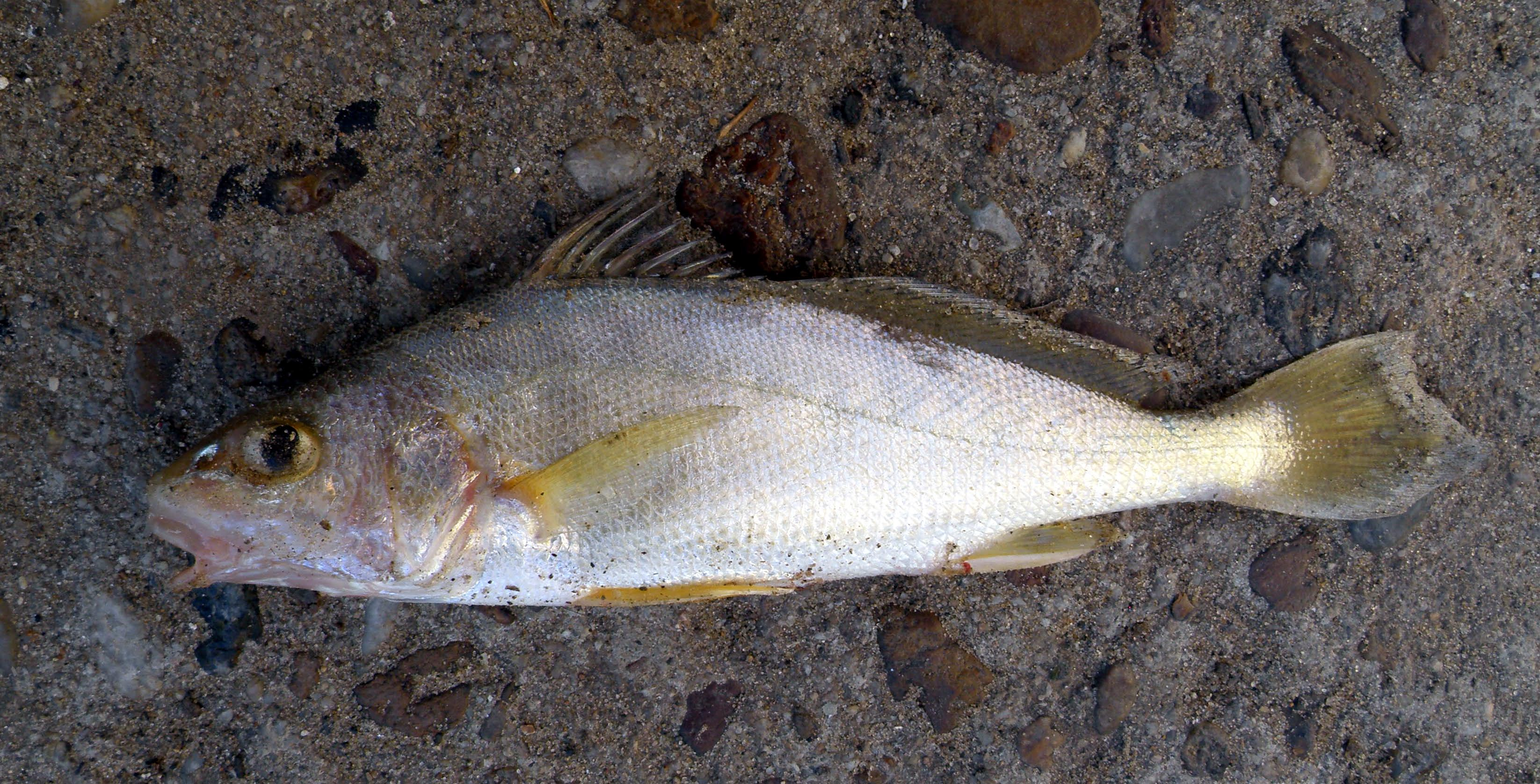
Corvina común (Pachyurus bonariensis).

Las especies deportivas más buscadas son variadas, dependiendo de las localidades donde son particularmente más comunes determinadas especies. En general se busca tamaño y acometividad. La especie más importante es el dorado. Le siguen en importancia los enormes surubíes atigrado y pintado, el mítico manguruyú, las tarariras, el patí, la boga, el armado, el escaso pacú, la corvina de río, el chafalote, el ya raro pirapitá, las rayas de río, etc. También son capturadas las palometas y pirañas, dentro de la modalidad denominada “variada”.

### Utilidad cultural
Los peces han sido protagonistas de innumerables leyendas que forman parte del acervo cultural de las diversas etnias de aborígenes que poblaron el territorio paraguayo, quienes además de considerarlos una parte central de sus fuentes de proteínas, los incluían frecuentemente en sus leyendas, mitos y relatos tradicionales. También forman parte de la tradición cuentista de los escritores regionales, destacando las obras de Horacio Quiroga, ambientadas en el alto Paraná.

### Producción en cautividad
Varias especies paraguayas son producidas de manera comercial empleando técnicas de piscicultura. Para destinarlos a la alimentación humana, para repoblar algunos biotopos, o para nutrir los estanques de los emprendimientos comerciales denominados “pesque y pague”, son multiplicados importantes cantidades de peces, destacando entre ellas: pacúes, surubíes, dorados, tarariras, etc. Para ello muchas veces se ha adaptado tecnologías de acuicultura desarrolladas en Brasil, país más avanzado en la producción de esas especies.

## Conservación y amenazas
Al igual que lo que ocurre en la mayoría de las cuencas hidrográficas de todo el mundo, en el Paraguay sus comunidades de peces están amenazadas en diverso grado.
Los peces de agua dulce viven en una suerte de “islas funcionales”, representada por la cuenca hidrográfica donde habita, ya que estas “islas” están aisladas por barreras insalvables, como son las divisorias de aguas. Este prolongado proceso de aislamiento ha afectado el flujo genético entre cuencas, lo que trae aparejado que, en la práctica, cada población de una especie perteneciente a una cuenca constituye una “Unidad Evolutivamente Significativa”. Cada especie que desaparece de una cuenca representa la pérdida irreparable de un patrimonio genético único constituido por una vía evolutiva independiente.

### Contaminación de las aguas
Muchas especies de peces paraguayos son sensibles a la calidad del agua donde habitan, no prosperando cuando estas son alteradas por contaminación; otras especies, en cambio, son bastante resistentes, siendo las últimas en desaparecer del biotopo alterado.
En algunos lagos, lagunas y cursos fluviales paraguayos se ha registrado contaminación, principalmente por agroquímicos, pesticidas y plaguicidas organoclorados, y, en el área de influencia de Asunción, efluentes cloacales e industriales.
En otros sectores del país se detecta contaminación focal, característica de determinadas producciones, por ejemplo los vertidos de efluentes de papeleras sobre aguas compatidas, los que contienen sustancias tóxicas como hipoclorito, clorofenoles, dioxinas, furanos, ácido sulfúrico, etc. Es que la mayor parte de la contaminación que presenta en los ríos paraguayos no es de origen local, sino que es producida por Brasil (aguas arriba), la Argentina (en la margen opuesta y los ríos que en ella desembocan) y en Bolivia, especialmente por la contaminación minera de las aguas del río Pilcomayo por rupturas de diques de colas (infraestructuras mineras donde se almacenan los desechos tóxicos de la actividad).

### Desforestación
El Paraguay sufrió una intensa deforestación en las últimas décadas del siglo XX y en los primeros lustros del presente siglo (legal e ilegal) con la pretensión de ganar tierras para la expansión de la frontera agrícola. La mayor parte de las áreas protegidas tienen un manejo conservacionista prácticamente nulo, dándose la paradoja de que del elevado índice de destrucción de bosques para destinarlos a terrenos agrícolas que posee el país (con promedios de 500 a 1000 ha por día) los máximos porcentajes ocurrieron dentro de la reserva de la biosfera del Gran Chaco, y con el despropósito de que la propia institución encargada de supervisar el cuidado de las áreas protegidas, la Secretaría del Ambiente, es la que aprobó la licencia ambiental de la mayor parte de los desmontes. En otros casos, el Instituto Nacional de Desarrollo Rural y de la Tierra (INDERT) es la entidad que insertó comunidades campesinas dentro de numerosas reservas y parques nacionales.
Esto ha alterado de múltiples maneras a las poblaciones ícticas de los ríos paraguayos. Algunas especies dependen de la oferta de alimentos producidos fuera del agua (insectos, frutos, etc.) por lo que el corte de los árboles de las riberas disminuye sus posibilidades alimenticias. Otras especies precisan un ambiente fresco, proporcionado por el sombreamiento de la canopia; al desaparecer esta, el implacable sol estival cae sobre las aguas, elevando su temperatura y desecando los pequeños cursos en épocas de sequías. En caso de endemismos de peces de las cabeceras de arroyos, estas son las únicas poblaciones en el mundo con ejemplares de esas especies, por lo que alteraciones en sus limitados hábitats redundan en graves peligros para su conservación.
Otro grave problema resultado del desmonte es que en muchos casos suelos que estuvieron protegidos durante millones de años por bosques y selvas pasan en un instante a estar expuestos al sol, los vientos y especialmente las lluvias torrenciales, lo que conlleva a que el sistema natural de retención y filtrado que representaba la foresta (que entregaba lenta y transparentemente lo llovido), al desaparecer, implique que la escorrentía en busca de pendiente discurra sobre el suelo erosionándolo, transportando de este modo toneladas de suelo en enorme cantidad el que es volcado hacia los arroyos y ríos, cegando cientos de pequeños a medianos afluentes, cubriendo pozones y lechos, enturbiando las aguas, y alterando la estructura morfológica de los cursos y su capacidad de transportar agua todo el año.

### Agricultura
Generalmente, luego de la desforestación el terreno se reconvierte a la agricultura, siendo el cultivo de soja el principal destino. Esto afecta a los biotopos de humedales en razón de los agroquímicos que se emplean, como el herbicida glifosato y plaguicidas organoclorados (estos últimos mucho más letales para los peces.
Estos productos químicos en buena medida terminan drenando hacia los arroyos, cuando no los mismos productores arrojan los envases de agroquímicos a los arroyos o los charcos formados a los costados de los caminos, produciendo la muerte de los peces que allí viven.
Muchos cultivos producidos en regiones agrícolas de frontera agropecuaria precisan del aporte de riego artificial para completar adecuadamente su ciclo biológico, la cual frecuentemente es retirada de napas freáticas, lo que altera el sistema de alimentación de algunos arroyos. En otros cultivos, por ejemplo el arroz, directamente se bombea desde los ríos cercanos a los predios, impactando tanto en la disminución del volumen hídrico disponible como en la captación directa de millones de ejemplares de peces y sus huevos, los que mueren indefectiblemente.

### Represas hidroeléctricas

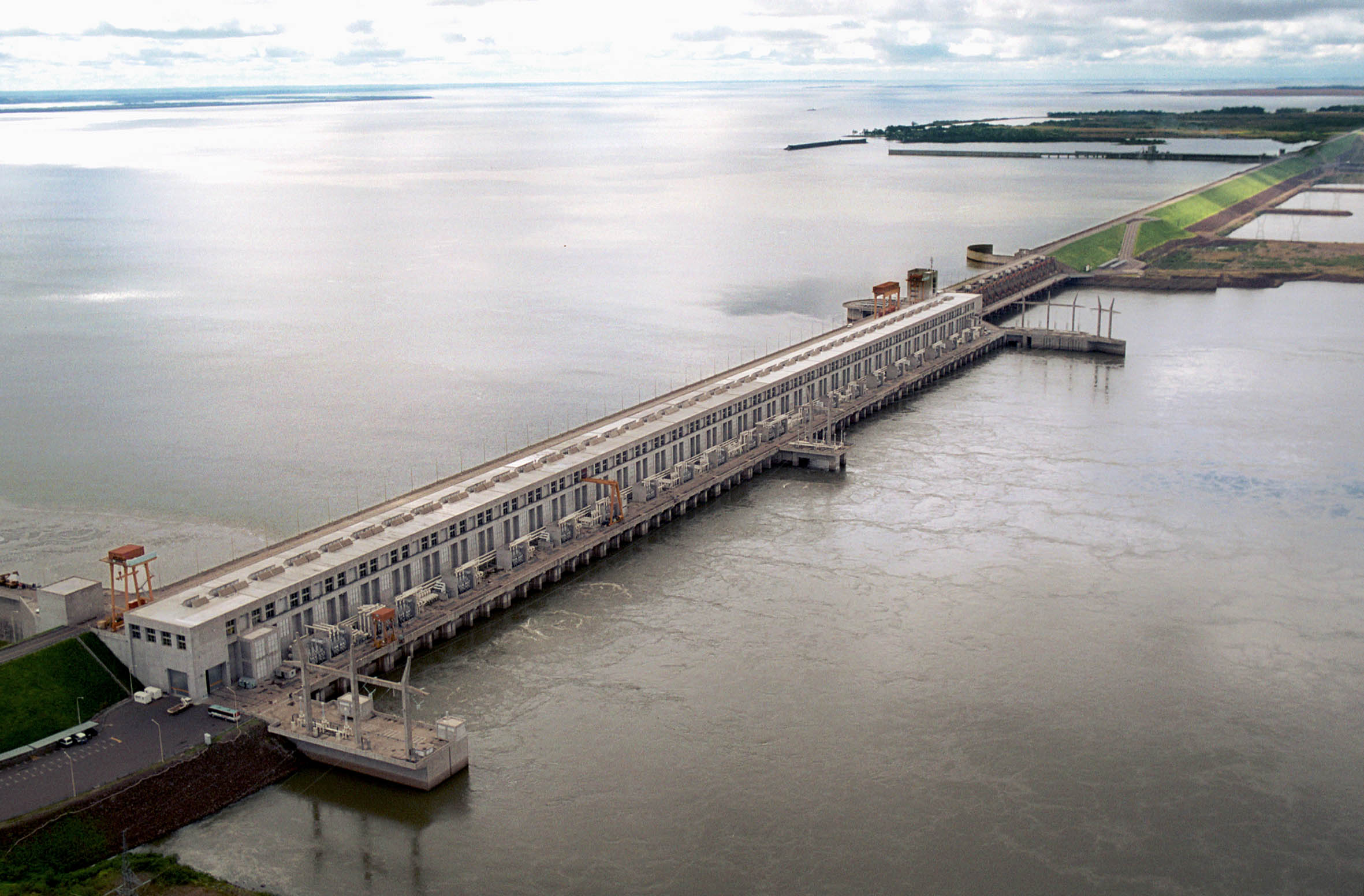
La represa de Yacyretá (construida sobre el río Paraná) posee un sistema de transferencia para peces del tipo “ascensor” o “elevador de peces”, el que cuenta con un mecanismo similar al que se encuentra en los edificios.

La creación de represas hidroeléctricas daña seriamente a las comunidades de peces y su ambiente, haciéndolo de diversas maneras.
Una de ellas es por el hecho que con una represa un río en movimiento pasa a ser un enorme lago de aguas quietas, por lo que cambia de manera significativa la composición de las comunidades de peces que el tramo inundado contenía. Otra manera es que el nuevo lago resulta ser atractivo para pescadores y emprendedores acuícolas, y si la cuenca naturalmente no cuenta con especies atractivas, se suelen desarrollar emprendimientos de acuicultura (de los cuales parte de los ejemplares escapan) o directamente se siembran peces exóticos, ya sea por particulares o por organizaciones gubernamentales. En todos los casos las poblaciones de peces nativos se ven afectadas, y si entre ellos se encontraban especies endémicas, las mismas pasan a correr riesgo de desaparecer por completo.
En una escala más amplia, las represas alteran el natural ritmo de pulsos de inundación y sequías, ya que regulan el caudal del río aguas abajo, perturbando de este modo los ciclos anuales de alimentación y reproducción, sincronizados en muchas especies a dichos eventos.
Una de las acciones más dañinas de estas megaestructuras es que afectan, hasta interrumpen por completo) los traslados de muchos peces migradores de gran tamaño, siendo particularmente grave en la cuenca del Plata, ya que un porcentaje importante de sus especies en condiciones naturales migra hacia los cursos de la cabecera para reproducirse. Luego, los huevos y las larvas son arrastradas río abajo por la bien oxigenada y turbia correntada, llegando a las llanuras de inundación en las partes bajas de los grandes ríos, donde completan su desarrollo.
En muchas represas son construidos sistemas de transferencia para peces, pero estos raramente cumplen de manera adecuada su propósito, ya sea por mal diseño, por un diseño no adecuado a las especies sudamericanas, por un ineficaz sistema de atracción, por no trasladar a todas las especies migradoras o hacerlo con un pequeño porcentaje de la población de cada una, etc.
Por más que un sistema de traslado de peces sea eficaz y los adultos logren reproducirse río arriba en las zonas de desove, posteriormente en su descenso hacia aguas abajo, a medida que llegan al lago artificial de aguas claras y quietas los huevos se hunden y son comidos rápidamente por las abundantes mojarras que normalmente se multiplican en los embalses.
En algunos casos, ya sea por el paso por los vertederos y/o por las turbinas, e incluso por construcciones de sistemas de transferencia para peces, se terminan conectando ecorregiones de agua dulce cuyas ictiofaunas estuvieron separadas millones de años, lo que genera graves impactos ambientales, entre los cuales se encuentra la diseminación de especies fuera de su geonemia, riesgo de hibridaciones entre especies próximas, desaparición o extinción de especies susceptibles a los nuevos depredadores aparecidos en el sistema, etc. Es lo que ocurrió con la represa paraguaya más importante la represa de Itaipú —en el límite brasileño-paraguayo—, cuando a la alteración ocurrida por el corrimiento del límite entre las dos ecorregiones del río Alto Paraná, Brasil le sumó la construcción de un polémico curso fluvial artificial en su margen del embalse, el denominado “Canal de la Piracema”, haciendo que las comunidades ícticas situadas aguas arriba y abajo de la presa queden permanentemente comunicadas, pudiendo por allí estas superar los 120 metros de desnivel que existen entre las aguas del lago y las situadas al pie del murallón.
Otro efecto pernicioso de las represas es que pueden producir escenarios de sobresaturaciones de gases, lo que produce mortandad de peces por la denominada “enfermedad de la burbuja”, como ocurrió en la segunda represa más importante del Paraguay: la represa hidroeléctrica de Yacyretá-Apipé.
En Yacyretá se colocó 4 piezas del sistema de transferencia para peces llamado “ascensor” o “elevador de peces”, el que cuenta con un mecanismo similar al que se encuentra en los edificios, siendo los que funcionan allí de los más estudiados en su tipo. A los peces que nadando río arriba llegan al murallón, los ascensores les permiten superar los entre 25 y 30 metros de diferencia con el lago artificial. Fueron diseñados y erigidos bajo el postulado de que sean aptos para transferir un gran número de ejemplares de todas las especies. Si bien en general son eficaces en cumplir el primer objetivo, fallan con el segundo, al resultar ser fuertemente selectivos en favor de muy pocas especies. Una única especie (Pimelodus maculatus), resulta ser la dominante con el 73 % del total, seguida de Pterodoras granulosus con el 12 %. Las especies que más se debía procurar traspasar, es decir las que realizan extensas migraciones (Pseudoplatystoma corruscans, Pseudoplatystoma reticulatum, Leporinus obtusidens, Prochilodus lineatus,  Salminus brasiliensis, Piaractus mesopotamicus, etc.) no alcanzaron a rebasar el 2 %.

### Sobrepesca comercial y deportiva
De las aguas paraguayas, la principal especie en lo que se refiere a pesca comercial es el carimbata.
Para algunos investigadores es esperable que de mantenerse caudales extractivos elevados para el carimbata -el pez clave del sistema- se termine por alterar el ecosistema de la cuenca, especialmente las cadenas tróficas, al estar esa especie íntimamente relacionada con sus predadores: los dorados y los grandes siluriformes, estos últimos ya estarían disminuyendo sus efectivos. Estos cazadores son también capturados por la pesca de carimbatas pero de manera incidental, además de estar entre los principales objetivos de la pesca artesanal.
Uno de los problemas es la disparidad de criterios para evaluar los volúmenes de los stocks presentes.
Los criterios de la UICN no serían aplicables en especies ictícolas fluviales de interés pesquero sobre las que se practica una explotación comercial, pues sobrestiman el estado de amenaza de los stocks, incentivando medidas regulatorias inadecuadas.
Tradicionalmente, las pesquerías deberían operar buscando el máximo rendimiento sostenible, este es solo alcanzable cuando la biomasa original se reduce a la mitad, momento en que la población remanente de la especie puede exhibir una respuesta logística a esa disminución del volumen poblacional con un buen reclutamiento y estructuras de cohortes, sobre la base de la mortalidad de pesca máxima que permite lograrlo, según el modelo de Schaeffer. Esto se traduce en que para obtener los beneficios económicos y sociales que representa la pesca comercial sin comprometer el recurso, debería ser deseable una reducción significativa de los stocks de cada especie, y el estado así logrado debiese mantenerse de forma permanente, solo de esa manera se podría aprovechar la productividad potencial de cada especie de valor comercial.
Aplicando los criterios de la UICN, todas las especies así explotadas deberían ser categorizadas como “vulnerable” o “en peligro”. Pero tampoco es aconsejable emplear criterios y categorías de umbrales de declinación desarrollados para peces de mar, ya que las pesquerías de agua dulce son más vulnerables al presentar stocks más reducidos y una mayor vulnerabilidad a otras amenazas.
Por estas razones no hay acuerdo entre los especialistas sobre cuantas y cuales especies deberían ser consideras en peligro de extinción. Sin embargo, al menos 3 -el manguruyú, el pirapitá y el pacú- han sufrido extinciones en sus geonemias australes (donde antaño los dos últimos eran habituales) y retrocesos poblacionales importantes en el resto de su distribución (incluido el Paraguay), en especial los dos primeros.
En una evaluación efectuada por 30 especialistas que incluyó 192 especies de la cuenca del Plata, 11 de estas fueron catalogadas con algún grado de “amenaza” y a 50 especies se las consideró como “con datos insuficientes”. Se les otorgó la categoría de “amenazadas” a: Brycon orbignyanus, Gymnogeophagus setequedas yHypostomus dlouhyi; como “casi amenazadas” fueron: Hemisorubim platyrhynchos, Loricaria tucumanensis y Simpsonichthys chacoensis; en tanto que fueron calificadas de “vulnerables”: Ancistrus piriformis, Corydoras carlae, Genidens barbus, Rhamdella aymarae, Rhamdella cainguae, Salminus hilarii, Steindachneridion scriptum y Zungaro jahu. 122 especies se les dio la categoría de “preocupación menor”.
Aplicando el índice SUMIN para peces de la zona del río Paraná medio, fueron categorizados como “vulnerables de máxima prioridad”: los surubíes atigrado y pintado, el patí y Hemisorubim platyrhynchos en los silúridos y entre los caracínidos a Salminus brasiliensis, Pygocentrus nattereri, Serrasalmus marginatus y S. rhombeus, y como “especies vulnerables de especial atención”: S. serrulatus, S. spilopleura, Brycon orbignyanus, Triportheus paranensis, Piaractus mesopotamicus, Hemigrammus matei, Cynopotamus argenteus, Astyanax correntinus, Gymnocorymbus ternetzi, Hyphessobrycon anisitsi y Mylossoma duriventre entre los caracínidos y entre los silúridos a: Ageneiosus valenciennesi, Sturisoma robustum, Trachydoras paraguayensis, Ageneiosus inermis, armados como Oxydoras kneri y Pterodoras granulosus, la platidoras y el cucharón.
Un problema colateral de la captura comercial sufren las especies que son pescadas para servir como carnada viva en la pesca del dorado y los grandes siluriformes. Con este destino se atrapan mayormente Gymnotiformes, los que podrían estar siendo amenazados ya que se descubrió que las poblaciones que se pensaban integradas por una única especie estaban en realidad compuestas por un conjunto de taxones, entre tanto los marcos regulatorios terminan no correspondiendo a los nombres científicos de las especies locales.

### Introducción de especies invasoras

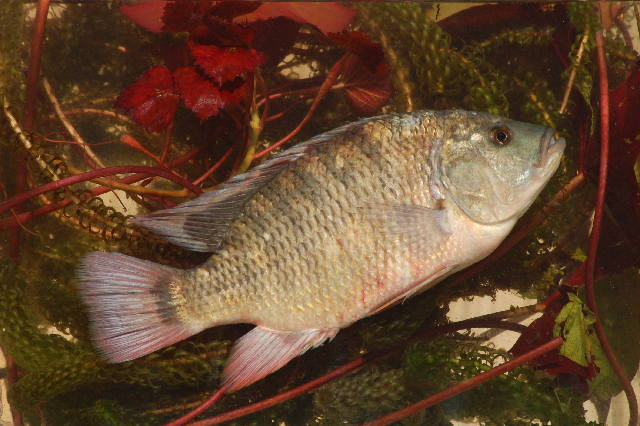
Tilapia común.

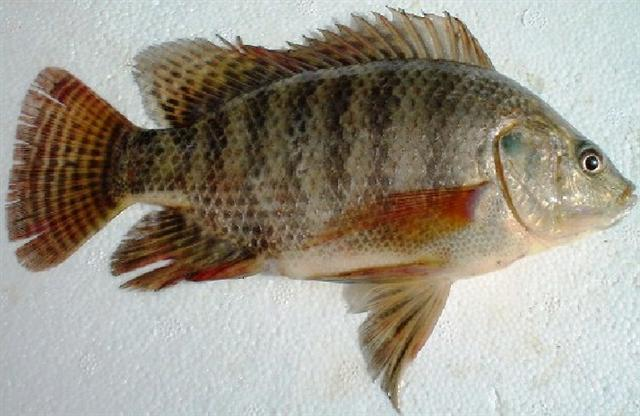
Tilapia del Nilo.

Posiblemente el mayor problema de erosión a la diversidad ictiológica de las aguas paraguayas lo constituye la irresponsable política de liberación, siembra o introducción productiva de peces de especies exóticas invasivas.
Los daños que causan a la estabilidad de los ecosistemas donde estas son introducidas es algo ya probado en todo el mundo, sin embargo se continúa permitiendo la importación de nuevas especies para acuicultura o se disemina aún más las ya establecidas. De este modo se da la paradoja que el mismo estado que debe erogar gastos para proteger sus especies endémicas y amenazadas, al mismo tiempo estimula la introducción de unos de los principales causantes de esas amenazas. La erradicación de estas especies exóticas, además de ser sumamente costosa, es una tarea con muy pocas posibilidades de éxito.
A las riesgosas decisiones que sobre este problema ambiental se aplican en el ámbito de esa nación, se les suman las de sus países vecinos con las que comparte cuencas hidrográficas, pues los peces introducidos una vez afincados en un biotopo, no respetan las artificiales fronteras humanas e invaden toda la cuenca en la medida en que su potencialidad lo permita, tanto aguas abajo como hacia las cabeceras o fuentes. Es por eso que a las especies ictícolas introducidas directamente en aguas del Paraguay se les han sumado las que llegaron a las mismas desde poblaciones introducidas en el centro y sudeste del Brasil o la Argentina.
Una de las especies introducidas es la carpa común, la que se ha reportado como predadora de las puestas de los peces nativos (si bien tiene un amplio espectro trófico). y altera los patrones ecológicos de los biotopos que coloniza. En algunas cuencas corren peligro sus especies endémicas por el escape accidental de especies empleadas en acuicultura, como ocurrió con las muy invasoras tilapias común y la del Nilo.
Los peligros para la ictiofauna nativa van desde la predación directa y la competencia por los mismos alimentos hasta la transmisión de enfermedades.